# Konstantin Muraviev
Konstantin Vladov Muraviev(en búlgaro: Константин Владов Муравиев) (5 de marzo de 1893-31 de enero de 1965), político búlgaro, miembro de la Unión Popular Agraria Búlgara "Alejandro Stamboliski" y primer ministro del país durante un brevísimo periodo al final de la Segunda Guerra Mundial.

## Primeros cargos políticos
Fue educado en el Robert College de Estambul, al igual que Ivan Evstratiev Geshov, Todor Ivanchov, Konstantin Stoilov y muchos otros revolucionarios búlgaros.
Sobrino de Alejandro Stamboliski, este lo nombró ministro de Guerra cuando apenas contaba veintinueve años. Incompetente, fue incapaz de analizar los informes que anunciaban el golpe de Estado de 1923 contra su tío. Volvió a ocupar un puesto en el Consejo de Ministros del gobierno de coalición entre 1931 y 1934. Para entonces ya era un político inteligente y capaz, si bien descuidado y haragán.

## Presidente del Gobierno
Fue elegido para encabezar el gobierno junto a otros eminentes políticos demócratas conservadores que, si bien se habían opuesto ya en 1941 a la alianza del país con Alemania, recelaban de los comunistas. Se había opuesto al nombramiento de Filov como regente en septiembre de 1943 sin la reunión de la Gran Asamblea Nacional que era preceptiva según la Constitución. Pese a ello, Muraviev aceptó presidir el nuevo Gobierno para evitar que los regentes nombrasen un nuevo gabinete claramente proalemán, posibilidad que consideraba peligrosa para el país. Trató en vano de incluir a algunos miembros del Frente de la Patria en el nuevo Gobierno, pero la coalición se negó a ingresar en el Ejecutivo, tildando el gesto de Muraviev de mera maniobra para destruirlo y aislar a los comunistas del resto de coligados. Muraviev reservó pese a esto varias carteras al Frente (Educación, Ferrocarriles y Comercio). Se guardó para sí las de Asuntos Exteriores que, sin embargo, estaba dispuesto a ceder al Frente si este optaba finalmente por participar en el Gobierno.
El nuevo Gobierno detuvo la ejecución de presos políticos el 3 de septiembre. Presentó un programa político de doce puntos al día siguiente, que incluían la implantación de un régimen político constitucional, la abolición de las instituciones fascistas, la amnistía de los opositores a la dictadura, la disolución de la Asamblea Nacional, la continuación de la retirada militar de Serbia y el otorgamiento de prioridad a las negociaciones de paz con los Aliados. Su gobierno, a la par que deseaba alcanzar la paz con los aliados, no estaba dispuesto a devolver los territorios anexionados durante la guerra a Yugoslavia y Grecia (Macedonia y parte de Tracia). Se mantuvo oficialmente neutral, sin romper claramente con Alemania para evitar un enfrentamiento militar con ella, lo que le costó críticas. Las negociaciones de El Cairo siguieron estancadas y Muraviev dejó sin respuesta la petición soviética del 1 de septiembre para entrar en el país. Al mismo tiempo, no trató de impedir la retirada de las unidades alemanas.
Muraviev ratificó la abolición de la legislación antisemita, que su antecesor había ya dejado sin efecto, el 5 de septiembre y, ante la declaración de guerra de la Unión Soviética (que no aprobaba la actitud búlgara de permanecer neutral en la guerra) el mismo día, se apresuró a solicitar la paz a la embajada soviética, que siembre había permanecido en el país. Ese mismo día rompió relaciones diplomáticas con Alemania, pero no le declaró la guerra, por recomendación del ministro de Defensa Iván Marinov, que mantenía contactos secretos con los comunistas, que preparaban ya un golpe de Estado. Los británicos expresaron su disgusto por la acción soviética en vista de la disposición del Gobierno búlgaro a firmar la paz. Se decidió a declarar la guerra a Alemania el día 8, a las dos de la tarde. Ese mismo día, los soviéticos entraban en el país, sin encontrar resistencia. A lo largo de los días 6 y 7 hubo una serie de amotinamientos de algunas unidades militares menores, de manifestaciones y de choques con la policía. El Gobierno conservó en general el control del país, pero con creciente dificultad. Comenzó al mismo tiempo a abolir a abolir leyes y relevar a aquellos ligados al Gobierno anterior: abolió las leyes antisemitas, la ley de 1934 que prohibía los partidos políticos, así como otras medidas represivas. También fueron sustituidos algunos altos mandos militares.
El 9 de septiembre, una revolución dirigida por el Frente de la Patria (resistencia comunista), lo apartaba del gobierno. Para entonces el gabinete estaba desacreditado, algunas unidades más se habían pasado a los partisanos y la guarnición capitalina estaba dispersa en torno a Sofía para evitar los bombardeos aliados, lo que facilitó el golpe. Tomó el poder el Frente de la Patria, que formó un nuevo Consejo de Ministros presidido por Kimon Georgiev.
Al diferencia de muchos de sus colegas al frente del gobierno durante la guerra, no fue ejecutado y llegó a escribir un libro sobre la política búlgara: Sŭbitiya i khora (Събития и хора), en 1963. Fue condenado, empero, a cadena perpetua.